# 1922年教宗選舉秘密會議
1922年教宗選舉秘密會議因教宗本篤十五世在1922年1月22日離世後而召集舉行。會議從1922年2月2日開始，經過14輪投票後，在2月6日上午，會議舉行地西斯廷小堂的煙囪冒出白煙，表示樞機團已選出新教宗。當選者為意大利籍樞機阿契爾·拉蒂，並取名號為「庇護十一世」。

## 背景
1922年1月22日，本篤十五世於羅馬宗座宮離世，終年67歲。本篤十五世離世11天後，1922年教宗選舉秘密會議於1922年2月2日正式開始。
根據規定，樞機團團長Vincenzo Vannutelli樞機在自己不當選的前提下，將在選舉結束時詢問當選教宗是否接受選舉结果以及其教宗名號。如樞機團團長當選教宗，上述工作由樞機團副團長負責。

### 樞機選舉人
儘管當時共有60位樞機，但由於有7位樞機因種種原因而無法出席，故此能夠參與該次秘密會議的只有53位樞機。

### 候選人
原則上，参加選舉的樞機可以投票給任何已受洗的成年男性天主教徒（即樞機可以投票給非樞機者）。然而，自1378年以來選出的教宗都是樞機。
| 樞機選舉人分布 |                              |
| -------------- | ---------------------------- |
| 意大利         | 31                           |
| 歐洲其餘部分   | 25                           |
| 北美洲         | 3                            |
| 拉丁美洲       | 1                            |
| 非洲           | 0                            |
| 亞洲           | 0                            |
| 大洋洲         | 0                            |
| 出席選舉人     | 53                           |
| 缺席           | 7                            |
| 前任教宗       | 本篤十五世（1914年至1922年） |
| 新任教宗       | 庇護十一世（1922年至1939年） |

## 日期
本次教宗選舉秘密會議在2月2日開始，於2月6日完結，為其中一次最長的教宗選舉秘密會議。
教宗本篤十五世於1914年規定選舉在宗座出缺後的15日起開始舉行。教宗當時設立這規定主要是因為教宗逝世或辭職後，各地的樞機可以有足夠時間到達梵蒂岡參與教宗選舉秘密會議。如各樞機於限期前已全部到達梵蒂岡則可提早舉行教宗選舉秘密會議。

## 選情
2月2日下午，西斯廷小堂的煙囪冒出了此次選舉的第一次黑煙，這也說明了第一輪投票已經結束，而且最高票者未達總數之三分之二多一票（36票），第一輪投票失敗。2月3日上午，經過了第二輪及第三輪的投票，樞機團依然未達成共識，投票失敗。而於同日下午的第四輪及第五輪投票，依然沒有一位樞機達到票數門檻，投票失敗。2月4日上午，經過了第六輪及第七輪的投票，依然沒有一位樞機達到票數門檻，投票失敗。而於同日下午的第八輪及第九輪投票，依然沒有一位樞機達到票數門檻，投票失敗。2月5日上午的第十輪及第十一輪的投票，依然沒有一位樞機達到票數門檻，投票失敗。而於同日下午的第十二輪及第十三輪投票，依然沒有一位樞機達到票數門檻，投票失敗。2月6日上午，樞機團於第十四輪投票中達成了共識，西斯汀小堂的煙囪冒出了白煙，投票成功並選出新教宗。
樞機團首席助祭於12時30分登上聖伯多祿大殿中央陽台向聖伯多祿廣場的信眾以拉丁語宣布新教宗的姓名及名號。新教宗的姓名為64歲的阿契爾‧拉蒂樞機，並取名號為「庇護十一世」。
新教宗隨後登上聖伯多祿大教堂中央陽台給予信眾首個宗座祝福（Apostolic Blessing），即「全城與全球」（Urbi et Orbi，全城指教宗駐地羅馬）的降福。